# Mauretania Caesariensis

Römische Provinzen unter Trajan im Jahr 117

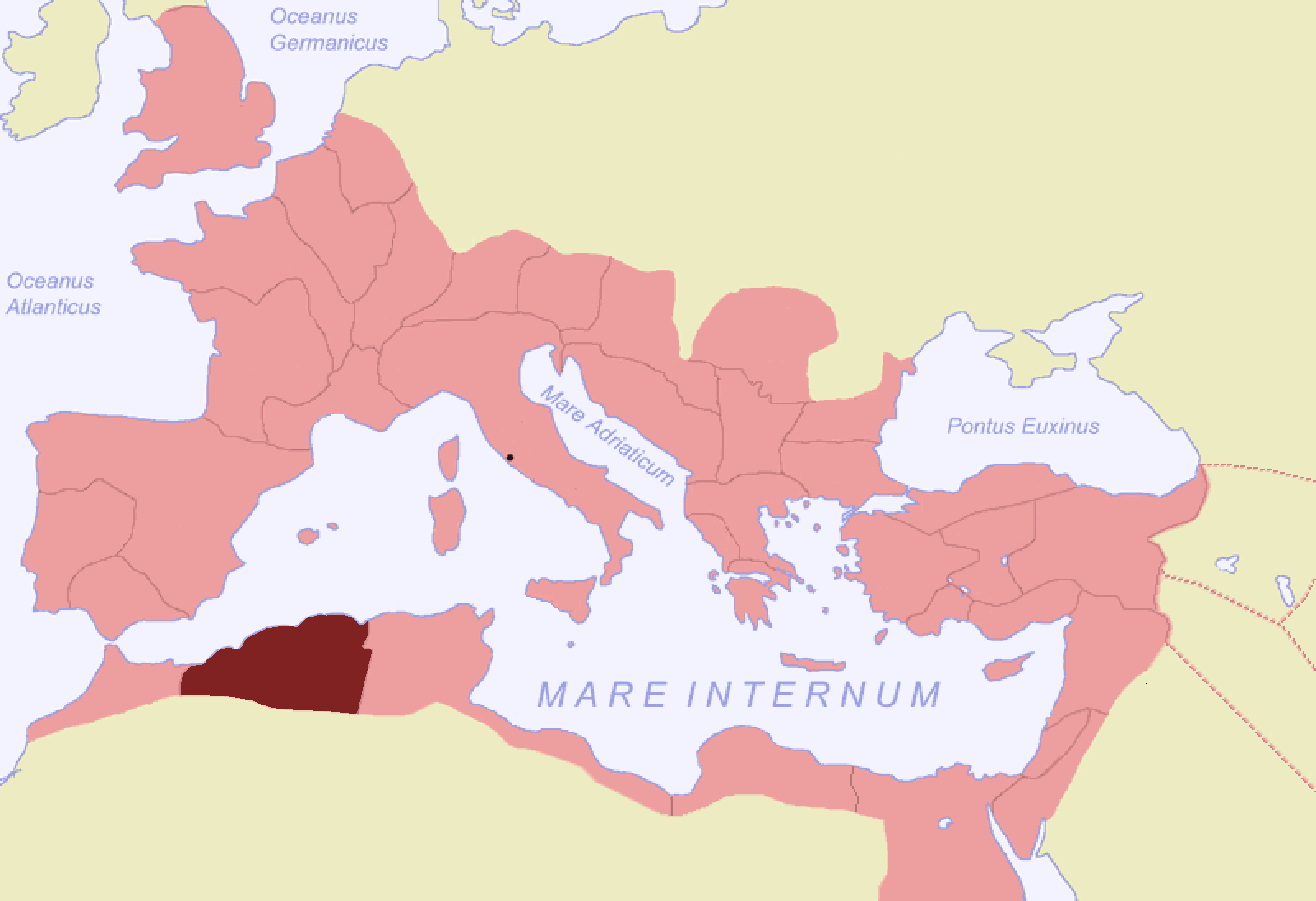
Mauretania Caesariensis (hervorgehoben) im Jahr 116

Mauretania Caesariensis war eine Provinz des Römischen Reiches.

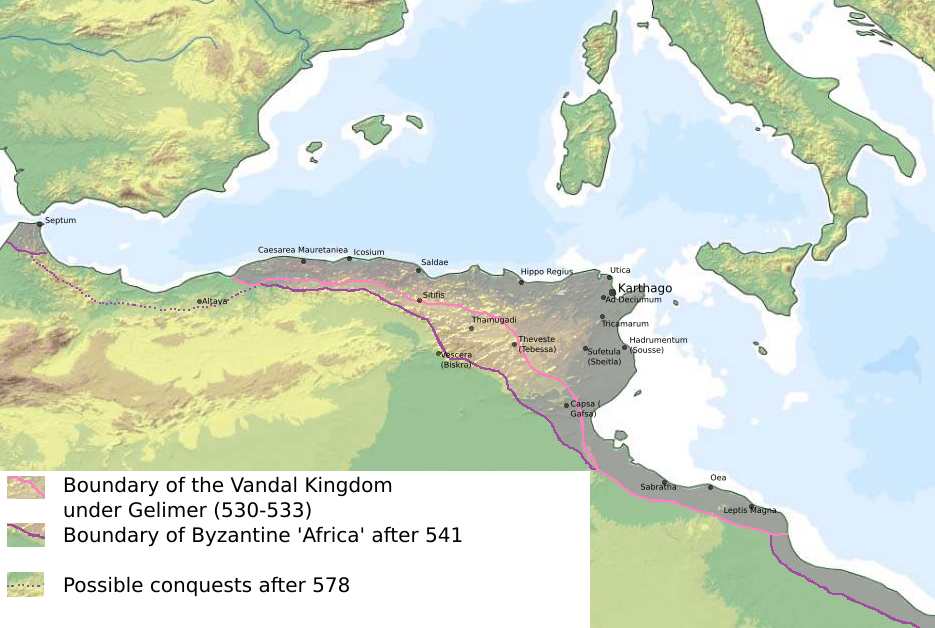
Mauretania Caesariensis als Teil des Vandalenreiches und des byzantinischen Nordafrikas

Nach der Eingliederung in das Römische Reich durch Kaiser Caligula teilte sein Nachfolger Claudius 42 n. Chr. das nordwestafrikanische Königreich Mauretanien in die Provinzen Mauretania Tingitana (westlicher Teil) und Mauretania Caesariensis (östlicher Teil) auf. Die Provinz Mauretania Caesariensis befand sich vornehmlich auf dem Gebiet des heutigen Algerien und hatte ihre Hauptstadt in Caesarea (Cherchell). Wirtschaftlich exportierte die wohlhabende Provinz vornehmlich Purpur und wertvolle Hölzer. Unter Kaiser Diokletian kam es zu einer Abspaltung der Provinz Mauretania Sitifensis, welche nach ihrer Hauptstadt Sitifis (Sétif) benannt wurde.
Im 4. und 5. Jahrhundert übernahm die Bevölkerung den christlichen Glauben, wobei sich später die Richtung der Arianer einer Mehrheit erfreute. Diese Richtung wurde durch die seit 430 einfallenden Vandalen ins Land gebracht, jedoch ab 533 während der byzantinischen Herrschaft im Maghreb wieder verdrängt.
Mit der Islamischen Expansion im 7. Jahrhundert wurde das Gebiet islamisch.
Städte in der Provinz Mauretania Caesariensis: Ala miliaria, Altava, Auzia, Caesarea Mauretaniae, Cartennae, Cissi, Columnata, Icosium, Lambdia, Malliana, Portus Magnus, Rusubbicari Matidiae, Rusuccuru, Sitifis, Sufasar, Thibiuca, Thibuzabetum, Tigisi, Timici, Quiza Cenitana, Vagal, Zucchabar.